# Carl Gustaf Mörner (1897–1947)
Carl Gustaf Mörner, född den 6 februari 1897 i Sverige, död den 30 november 1947 i New York, var en svensk greve och direktör som framför allt var verksam i USA.
Carl Gustaf Mörner var son till Birger Mörner och växte upp på Mauritzbergs slott vid Bråviken. Efter att ha sålt slottet 1920 emigrerade han tillsammans med sin bror Hans Georg Mörner till USA. Dessförinnan tjänstgjorde han vid Röda Korset i Ryssland och erhöll Preussiska Röda Korsets medalj av 3:e klassen.
I USA var Carl Gustaf Mörner verkställande direktör för Stomatolbolaget samt fastighetsmäklare i New York. Arbetade tillsammans med sin bror i bolaget Watertight Slidefastener Corp. Han var även knuten till svenska generalkonsulatet i New York.
Han var gift med Peggy Joyce, innehavare av då världens dyraste diamant, "Den blå portugisiska diamanten 127 carat", som numera är utställd på the Smithsonian i Washington D.C. Senare var Mörner gift med Geraldine Fitch från 1930 intill sin död 1947.